# Élection présidentielle zimbabwéenne de 2018
L'élection présidentielle zimbabwéenne de 2018 a lieu le 30 juillet 2018 afin d'élire le président de la république du Zimbabwe. Elle se tient en même temps que des élections législatives et sénatoriales.
Le président sortant, Emmerson Mnangagwa, de l'Union nationale africaine du Zimbabwe - Front patriotique (ZANU-PF), l’emporte dès le premier tour sur fond de soupçons de fraudes.

## Contexte

### Situation générale
Le Zimbabwe est une république à régime présidentiel. Bien qu'il y ait un Premier ministre, la Constitution adoptée en 2013 dispose que le président de la République, élu au scrutin uninominal majoritaire à deux tours, est à la fois le chef de l'État et le chef du gouvernement (article 89). Le pouvoir exécutif est exercé par le président, « dans le cadre de la Constitution, à travers le Cabinet » (article 88).
En accord avec cette Constitution, un président ne peut exercer que deux mandats à la tête du pays, mais cette disposition n'est pas rétroactive. Ainsi Robert Mugabe, qui dirigeait le Zimbabwe depuis l'indépendance du pays en 1980, aurait pu se représenter en 2018, puis à nouveau en 2023 (même à l'âge de 99 ans).
Sous la présidence de Robert Mugabe, le Zimbabwe n'est généralement pas considéré comme une démocratie. Human Rights Watch en 2016 note les violences et intimidations exercées à l'encontre de membres de l'opposition, la continuation de fraudes électorales à grande échelle, et la corruption « endémique, y compris au plus haut niveau du gouvernement ». Cette organisation de défense des droits de l'homme estime que le Zimbabwe n'est pas un État de droit. Amnesty International en 2016 estime que « [l]e droit à la liberté d'expression des journalistes et des défenseurs des droits de l'homme continue d'être restreint au moyen d'arrestations, de mises en détention et de mises en examen arbitraires pour avoir paisiblement exercé leurs droits ». Le ministère des Affaires étrangères britannique en 2015 pointe « les violences politiques et la persécution à l'encontre des opposants politiques, des journalistes, des juges et des défenseurs des droits de l'homme. De nombreux indicateurs internationaux des droits de l'homme classent toujours le Zimbabwe parmi les pires pays du monde en termes de droits civiques et politiques, et de liberté de la presse ». L'élection présidentielle de 2008 avait été particulièrement violente, marquée par l'assassinat de dizaines de partisans de l'opposition, la mort de quelque deux cents personnes dans des violences orchestrées par le pouvoir, des actes de violence à l'encontre de milliers d'autres, et par des fraudes et intimidations systématiques,,.

### Coup d'État de 2017
En raison de l'âge avancé du président Mugabe, qui célèbre ses 93 ans en février 2017, la question de sa succession est devenue un enjeu important dans le milieu politique zimbabwéen. Robert Mugabe, ayant révélé qu'il souhaitait voir son épouse Grace Mugabe lui succéder, a écarté du parti ZANU-PF et du gouvernement les rivaux potentiels de cette dernière. Grace Mugabe, connue pour ses goûts de luxe et sa brutalité, est toutefois impopulaire. Le 4 novembre 2017, Robert Mugabe annonce qu'il souhaite que son épouse devienne vice-présidente. Le 5 novembre, celle-ci lui demande publiquement de lui céder directement la présidence de la République. Le limogeage du vice-président Emmerson Mnangagwa le 6 novembre 2017 a ainsi pour objectif de conforter la première dame, mais déplaît aux forces armées, qui prennent le pouvoir durant la nuit du 14 au 15 novembre,.
Robert Mugabe continue un temps de se considérer comme le seul dirigeant légitime du Zimbabwe. Cependant le 21 novembre, pour devancer la procédure de destitution lancée à son encontre, il démissionne. Emmerson Mnangagwa est désigné président et il est investi en prêtant serment le 24 novembre.
Pour les élections de 2018, le président Mnangagwa promet un scrutin libre et transparent. L'opposition est autorisée à manifester et, « pour la première fois, la télévision publique [couvre] en intégralité la présentation du programme électoral » du Mouvement pour le changement démocratique.

### Unité de l'opposition
Le 6 août 2017, en vue des élections de 2018, Morgan Tsvangirai lance l'Alliance du MDC avec Welshman Ncube, Tendaï Biti et quatre autres partis mineurs, dont Le peuple d'abord.
À la mort de Morgan Tsvangirai, Nelson Chamisa devient président par intérim du Mouvement pour le changement démocratique – Tsvangirai en mars 2018. Dans le même temps, Thokozani Khupe est désignée présidente du parti. Pour cette raison, Chamisa participe à la présidentielle de 2018 sous la bannière Alliance du MDC, qu'il enregistre comme parti.

## Système électoral
Le Président de la république du Zimbabwe est élu au scrutin uninominal majoritaire à deux tours pour un mandat de cinq ans, renouvelable une seule fois. Pour être élu au premier tour, un candidat doit réunir la majorité absolue des suffrages exprimés. À défaut, les deux candidats arrivés en tête s'affrontent lors d'un second tour, et le candidat qui recueille le plus de suffrages est élu. 
Les candidats à la présidence se présentent avec deux colistiers, eux-mêmes candidats aux postes de premier et second vice président. En cas d'incapacité du président, le premier vice président le remplace jusqu'au terme de son mandat de cinq ans. Il en va de même pour le second vice président s'il est à son tour dans l'incapacité d’accomplir ses fonctions.
Les candidats à la présidence ou aux vices présidences doivent être de nationalité zimbabwéenne de naissance ou par ascendance, être âgés d'au moins quarante ans et résider au Zimbabwe.

## Candidats
Le parti ZANU-PF avait initialement désigné Robert Mugabe, le président sortant, comme candidat. Mais le 19 novembre 2017, dans le contexte du coup d'État de 2017 au Zimbabwe, le parti désigne à sa place l'ancien vice-président Emmerson Mnangagwa.
Morgan Tsvangirai, chef du Mouvement pour le changement démocratique, le principal parti d'opposition, meurt d'un cancer le 14 février 2018. Il avait été le principal candidat d'opposition lors des élections présidentielles de 2008 (où la violence orchestrée par le pouvoir l'avait toutefois contraint de se retirer entre les deux tours) et de 2013. Deux semaines après sa mort, le parti choisit Nelson Chamisa, son nouveau chef, comme candidat à l'élection présidentielle. La veille de l'élection, Robert Mugabe informe les médias qu'il ne votera pas pour Emmerson Mnangagwa : « Je ne peux pas voter pour ceux qui m’ont mal traité ». Et ajoute : « Donc il reste Chamisa »,.
Vingt et un autres candidats se présentent, profitant de l'apparente libéralisation de la vie politique du pays. Parmi eux, l’ancienne vice-présidente Joice Mujuru, l’ancien ministre Nkosana Moyo, l'artiste Taurai Mteki, l’ancienne vice-présidente du MDC-T Thokozani Khupe et le défenseur des droits de l’Homme Lovemore Madhuku.

## Résultats
| Candidats                | Candidats                | Partis                   | Premier tour | Premier tour |
| Candidats                | Candidats                | Partis                   | Voix         | %            |
| ------------------------ | ------------------------ | ------------------------ | ------------ | ------------ |
|                          | Emmerson Mnangagwa       | ZANU-PF                  | 2 456 010    | 51,44        |
|                          | Nelson Chamisa           | Coalition MDC            | 2 151 927    | 45,07        |
|                          | Thokozani Khupe          | MDC-T                    | 45 626       | 0,96         |
|                          | Joseph Makamba Busha     | FreeZim Congress         | 17 540       | 0,37         |
|                          | Nkosana Moyo             | APA                      | 15 172       | 0,32         |
|                          | Evaristo Chikanga        | RZP                      | 13 132       | 0,28         |
|                          | Joice Mujuru             | PRC                      | 12 823       | 0,27         |
|                          | Hlabangana Kwanele       | RP                       | 9 460        | 0,20         |
|                          | Blessing Kasiyamhuru     | ZPP                      | 7 016        | 0,15         |
|                          | William Mugadza          | BCP                      | 5 898        | 0,12         |
|                          | Peter Wilson             | DOP                      | 4 895        | 0,10         |
|                          | Peter Munyanduri         | NPF                      | 4 498        | 0,09         |
|                          | Divine Mhambi            | NAPDR                    | 4 405        | 0,09         |
|                          | Ambrose Mutinhiri        | NPF                      | 4 107        | 0,09         |
|                          | Daniel Shumba            | UDA                      | 3 905        | 0,08         |
|                          | Peter Gava               | UDF                      | 2 858        | 0,06         |
|                          | Brian Mteki              | Indépendant              | 2 732        | 0,06         |
|                          | Lovemore Madhuku         | NCA                      | 2 692        | 0,06         |
|                          | Noah Ngoni Manyika       | BZA                      | 2 681        | 0,06         |
|                          | Elton Mangoma            | CODE (en)                | 2 431        | 0,05         |
|                          | Melbah Dzepasi           | #1980 FMZ                | 1 890        | 0,04         |
|                          | Violet Mariyacha         | UDM                      | 1 673        | 0,04         |
|                          | Timothy Chiguvare        | PPP                      | 1 546        | 0,03         |
|                          |                          |                          |              |              |
| Votes valides            | Votes valides            | Votes valides            | 4 774 917    | 98,51        |
| Votes blancs et nuls     | Votes blancs et nuls     | Votes blancs et nuls     | 72 316       | 1,49         |
| Total                    | Total                    | Total                    | 4 847 233    | 100          |
| Abstention               | Abstention               | Abstention               | 848 473      | 14,90        |
| Inscrits / participation | Inscrits / participation | Inscrits / participation | 5 695 706    | 85,10        |

## Analyse
Le 31 juillet 2018, Nelson Chamisa revendique sa victoire et critique la lenteur de la commission électorale (ZEC) – au service de la fraude à l’époque de Robert Mugabe – à communiquer les résultats,. Des violences font plusieurs morts après la proclamation de la victoire de la ZANU-PF aux élections législatives. Mnangagwa condamne les actions des militaires qui ont tenté d'empêcher le déroulement d'une conférence de presse du MDC, ainsi que la répression.
Les résultats officiels, annoncés par la ZEC le 3 août 2018, indiquent qu’Emmerson Mnangagwa emporte de justesse l’élection présidentielle au premier tour.
Selon la mission d'observation de l'Union européenne, « le climat politique s'est amélioré, le vote s'est déroulé de manière pacifique, mais l'inégalité des chances, les intimidations d'électeurs et le manque de confiance dans le processus électoral ont miné l'environnement pré-électoral ». La mission fait état « d'efforts pour saper l'expression en toute liberté de la volonté des électeurs », citant « des intimidations légères, des pressions et des contraintes » contre des électeurs pour qu'ils votent « en faveur du parti au pouvoir ».

## Suites
Au cours des jours qui suivent l'annonce officielle des résultats de la présidentielle, des soldats sont déployés dans les quartiers et banlieues de Harare ayant majoritairement voté pour Nelson Chamisa. Les soldats « débarqu[e]nt dans les débits de boisson, tabass[e]nt la clientèle au hasard, ou s’attaqu[e]nt aux passants dans la rue ». Plusieurs responsables du Mouvement pour le changement démocratique sont arrêtés.
Le 10 août, jour de la date limite, le MDC dépose un recours à la Cour suprême, qui a dès lors 14 jours pour prendre une décision sur la régularité de l’élection. Dans le même temps, la cérémonie d'investiture de Mnangagwa, prévue pour le 12 août, et pour laquelle la présidence a invité des dirigeants internationaux, est reportée à une date ultérieure,. Le 24 août, la Cour constitutionnelle confirme à l'unanimité les résultats annoncés par la commission électorale. Les juges expliquent que le MDC n'a pas fourni de preuves substantielles de fraudes électorales. Le MDC répond qu'il accepte la décision de la Cour. La cérémonie d'investiture a lieu le 26 août.